# Obszönitäten
Obszönitäten ist ein deutscher Sexfilm aus dem Jahre 1971 von Alois Brummer (Regie, Produktion, Drehbuch).

## Handlung
Johannes Meier, genannt Johnny, ist ein bayerischer Sexarbeiter im Akkord. Die überwiegend sexuell frustrierten Frauen, die bei ihm nackt in seinem Vorzimmer warten und, bis sie an der Reihe sind, wie etwa beim Zahnarzt oder beim Friseur mehr oder weniger gelangweilt in Zeitschriften blättern, sind seine Kundinnen, die von ihm und seinem „besten Stück“ reihum beglückt werden wollen. In seinem horizontalen Gewerbe hat er sich einen Ruf erarbeitet, der bis nach draußen gelangt ist und Begehrlichkeiten jenseits seiner Hausfrauen-Klientel weckt. 
Ein halbseidener Arzt eröffnet ihm die Möglichkeit, auf einen Schlag reich zu werden: 100.000 Mark soll Johnny bekommen, wenn er sich von seinem Penis trennt. Der Quacksalber will mittels Amputation Johnnys Mannesstolz abtrennen, um diesen anschließend einem sexuell impotenten, aber finanziell potenten Greis, der sich auch im fortgeschrittenen Alter des Beischlafs erfreuen möchte, wieder anzunähen. Für kurze Zeit kommt Johnny ins Schwanken, doch dann entscheidet er sich, von derlei Obszönitäten lieber Abstand zu nehmen und mit seinem Glied auch in Zukunft seine zahlungswillige, weibliche Kundschaft zu erfreuen.

## Produktionsnotizen
Obszönitäten wurde in wenigen Wochen bis Juni 1971 abgedreht und am 3. September 1971 uraufgeführt. Später erhielt der Streifen den Zweittitel Mädchen, die sich lieben lassen.
Pierre O. Pistek übernahm die Produktionsleitung.

## Kritiken
Das Lexikon des Internationalen Films schrieb: „Brummer fügte dieser Story, wohl um Spielfilmlänge zu erreichen, ein paar ‚wissenschaftliche‘ Aufklärungsvorträge hinzu“.
In einer tiefergehenden in CineGraph veröffentlichten Analyse von Georg Seeßlen heißt es in einem Essay zu Alois Brummers Inszenierung: „Brummer montiert … Alltagsdemütigungen um, bis alle Opfer auch einmal Täter geworden sind. Der Regisseur hat mit seinen drei Männer-Typen, dem jungen ‚Sexualathleten‘, dem netten Gastarbeiter und dem lüsternen Alten, Identifikationsfiguren für die hauptsächliche Klientel des Genres geschaffen, sie aber so ambivalent angelegt, dass sich jeweils eine der Gruppen von der jeweils anderen nicht bedroht fühlen muss. In allen drei Männer-Rollen ist die Groteske ebenso möglich wie der Erfolg“.